# Национално знаме на Тайланд
Националното знаме на Тайланд е прието на 28 септември 1917 година. Състои се от пет хоризонтални ивици в червено, бяло и синьо. Средната синя ивица е два пъти по-голяма от останалите. Трите цвята представляват нацията, религията и краля.

## Знаме през годините
- (1820 – 1855)
- (1855 – 1893)
- (1893 – 1917)